# Acanthodelta vulpina
Acanthodelta vulpina är en fjärilsart som beskrevs av Fabricius 1794. Acanthodelta vulpina ingår i släktet Acanthodelta och familjen nattflyn. Inga underarter finns listade i Catalogue of Life.